# Genetyka konserwatorska
Genetyka konserwatorska – dział biologii konserwatorskiej zajmujący się ochroną różnorodności genetycznej organizmów tak, by były one w stanie radzić sobie ze zmianami środowiska. Bada czynniki genetyczne, które mogą wpływać na ryzyko wyginięcia gatunku, oraz metody, które je minimalizują.
Metody molekularne w ochronie przyrody są stosowane głównie do zmniejszenia ryzyka wyginięcia poprzez minimalizowanie chowu wsobnego (a przez to depresji wsobnej, oprócz tego również depresji outbredowej) i spadku zmienności genetycznej, identyfikowanie populacji szczególnie zasługujących na ochronę, takich jak jednostki zarządzania i jednostki ważne ewolucyjnie, i określenie zarządzania nimi, ustalenie struktury populacji i taksonomii danego taksonu (rozgraniczenie z innymi gatunkami lub podgatunkami itd.), doskonalenie metod nieinwazyjnego pobierania próbek do analiz genetycznych, wybór odpowiedniego miejsca reintrodukcji i odpowiedniej populacji źródłowej (jak np. w przypadku reintrodukcji jesiotrów bałtyckich, gdzie długo uważano, że były to jesiotry zachodnie, dopiero analizy genetyczne wykazały, że była to populacja jesiotrów ostronosych). Tworzone są również „banki DNA” (jak np. zamrożone zoo), gdzie przechowuje się materiał genetyczny organizmów. Dawniej jednak niektórzy autorzy ograniczali rolę genetyki konserwatorskiej jedynie do oceny heterozygotyczności populacji. Wraz z rozwojem technik genetyki molekularnej również teoretyczny zakres genetyki konserwatorskiej uległ rozszerzeniu.
Prace Otto Frankela z lat 70. XX wieku były jednymi z pierwszych poruszających istotność czynników genetycznych w ochronie przyrody. Wraz z Michaelem Soulé Frankel napisał pierwszą książkę dotyczącą biologii konserwatorskiej, w której omówiono rolę genetyki w ochronie. Dwa lata później (1983) ukazała się kolejna książka istotna w rozwoju genetyki konserwatorskiej – Genetics and Conservation autorstwa Schoenewalda-Coxa i współpracowników.